# Aula, Schweiz
Aula är ett berg i Schweiz. Den ligger i distriktet Locarno och kantonen Ticino, i den sydöstra delen av landet, 130 km sydost om huvudstaden Bern. Toppen på Aula är 1 417 meter över havet.